# Pirmasens

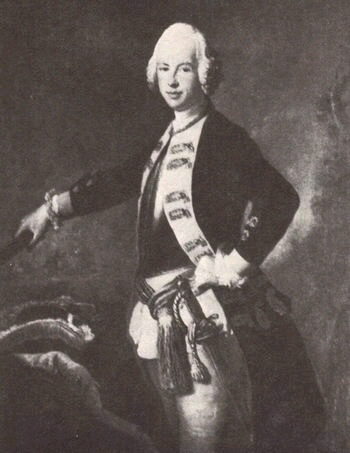
Ludwik IX, landgraf Hesji-Darmstadt

Pirmasens – miasto na prawach powiatu w Niemczech, w kraju związkowym Nadrenia-Palatynat, siedziba powiatu Südwestpfalz oraz gminy związkowej Pirmasens-Land.
Pirmasens zajmuje powierzchnię 61,37 km², 31 grudnia 2009 roku liczyło 40 808 mieszkańców. Miasto leży w pobliżu granicy z Francją. Znane jest z produkcji butów.
W Pirmasens znajduje się browar Park & Bellheimer, produkujący m.in. piwo pszeniczne Valentins Weißbier.
W mieście znajduje się stacja kolejowa z dworcem Pirmasens Hauptbahnhof.

## Historia
Pierwsze ślady osadnictwa odkryte zostały na tym terenie dzięki wykopaliskom prowadzonym na okolicznych wzgórzach przez Oskara Schäfera w 1930 roku. Szkielety, kości, ozdoby, oraz broń pochodzące z epoki kamienia oraz wczesnej epoki brązu (2000 – 1900 p.n.e.) Przedmioty te przechowywane są w miejscowym muzeum. Ślady celtyckie, a następnie rzymskie, odkryte zostały w roku 1830 (Wedebrunnen – dziś centrum miasta).
Miasto Pirmasens założył Ludwik IX, landgraf Hesji-Darmstadt na zachodnim skraju Lasu Palatyńskiego (Pfälzerwald). Miało ono pełnić przede wszystkim funkcje wojskowe. Poprzednio wioska Pirmasens liczyła 30 domów. Nazwa miasta pochodzi od Świętego Pirmina, który w 742 roku założył w pobliskim Hornbach klasztor. Niewielka osada w miejscu obecnego miasta została założona w 750. Poprzez powstanie tu garnizonu osada rozwinęła się, a w 1763 landgraf Ludwig IX nadał jej prawa miejskie. W 1789 Pirmasens było już sporym miastem, zamieszkanym przez 7000 osób. Wzorcowy garnizon wojskowy był słynny na całe ówczesne Niemcy, a jego organizacja zachwycała podróżnych, nawet tych niezainteresowanych żołnierskim fachem.
W 1793 miasto zajęły oddziały rewolucyjnej armii francuskiej. Wprawdzie zarówno Prusacy jak i wojska Brunszwiku pobiły 14 września 1793 w bitwie pod Pirmasens armię francuską, ale ponownej okupacji w listopadzie nie dało się uniknąć. Miasto i tereny aż po lewy brzeg Renu pozostały do 1815 pod władzą Francji. Francuzi ustanowili tu w 1797 stolicę departamentu Donnersberg. Aneksja została zalegalizowana poprzez porozumienia pokoju w Lunéville w 1801. Miasto liczyło wówczas 3921 mieszkańców. W latach 1805 – 1806 zburzono wiele historycznych budowli takich jak zamek myśliwski, halę do musztry wojskowej, mury i obie bramy miejskie. Założony został natomiast cmentarz żydowski, z którego zachowało się do dzisiaj 95 nagrobków.
Po Kongresie wiedeńskim Pirmasens jako część reńskiego okręgu Palatynatu włączono do Bawarii.
W XIX wieku zaczęła się dla miasta "era przemysłu obuwniczego", która trwała do końca lat 70. XX wieku.

## Ludność w latach 1620–2015
| Rok  | Mieszkańcy |
| ---- | ---------- |
| 1620 | 235        |
| 1657 | 40         |
| 1661 | 87         |
| 1667 | 74         |
| 1681 | 56         |
| 1722 | 245        |
| 1741 | 225        |
| 1790 | 9.000      |
| 1801 | 3.921      |
| 1863 | 7.097      |
| 1875 | 10.136     |
| 1890 | 21.041     |
| 1896 | 30.194     |
| 1925 | 42.996     |
| 1933 | 47.221     |
| 1939 | 58.848     |
| 1950 | 49.676     |

| Rok          | Mieszkańcy |
| ------------ | ---------- |
| 1970         | 57.773     |
| 1987         | 47.997     |
| 31. 12. 1998 | 46.425     |
| 31. 12. 1999 | 45.773     |
| 31. 12. 2000 | 45.212     |
| 31. 12. 2001 | 44.822     |
| 31. 12. 2002 | 44.367     |
| 31. 12. 2003 | 43.971     |
| 31. 12. 2004 | 43.637     |
| 31. 12. 2005 | 44.137     |
| 31. 12. 2006 | 43.456     |
| 31. 12. 2007 | 41.875     |
| 31. 12. 2008 | 41.358     |
| 31. 12. 2009 | 40 808     |
| 31. 12. 2010 | 40.384     |
| 31. 12. 2011 | 40.005     |
| 31. 12. 2015 | 40.125     |

## Galeria

Pirmasens
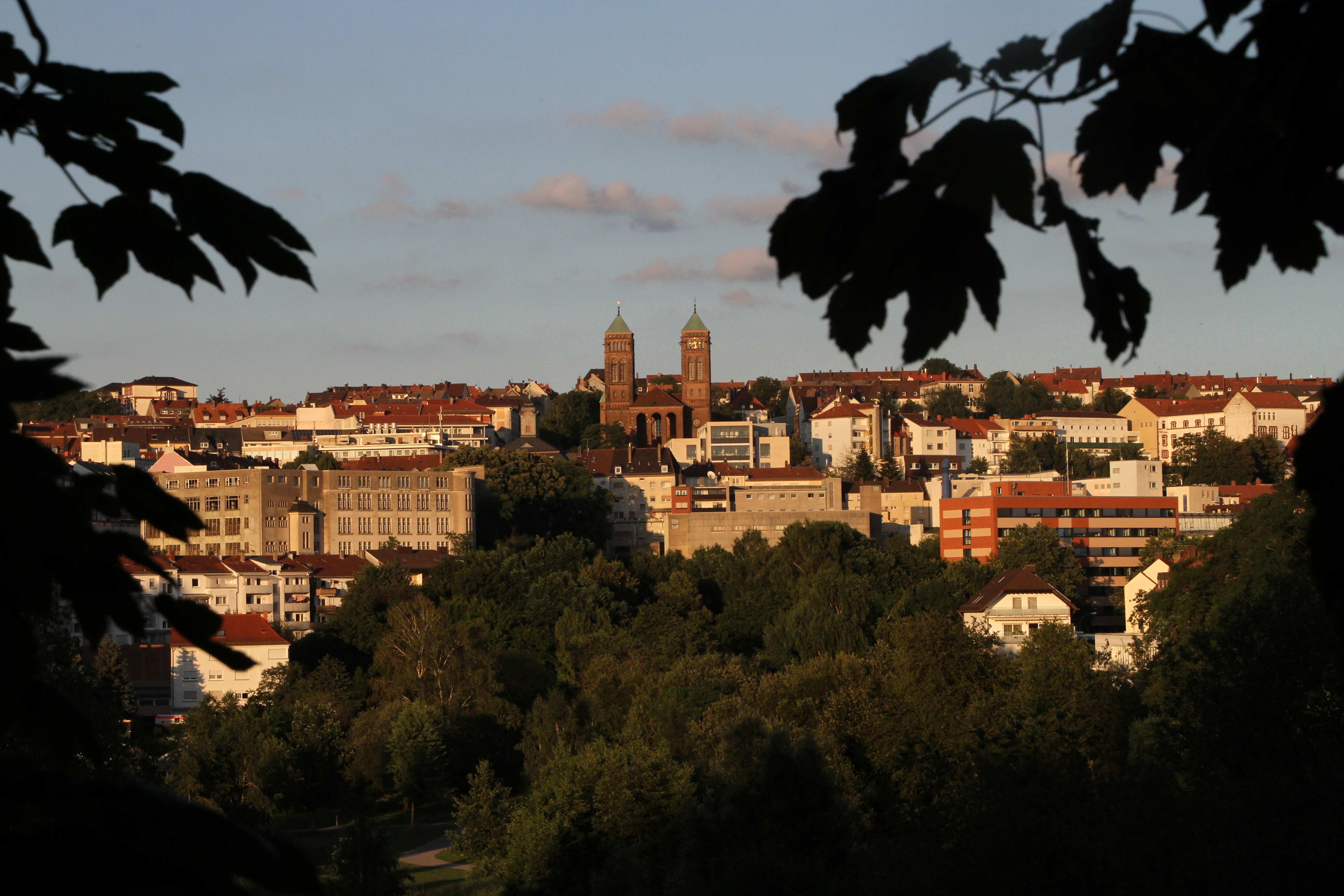
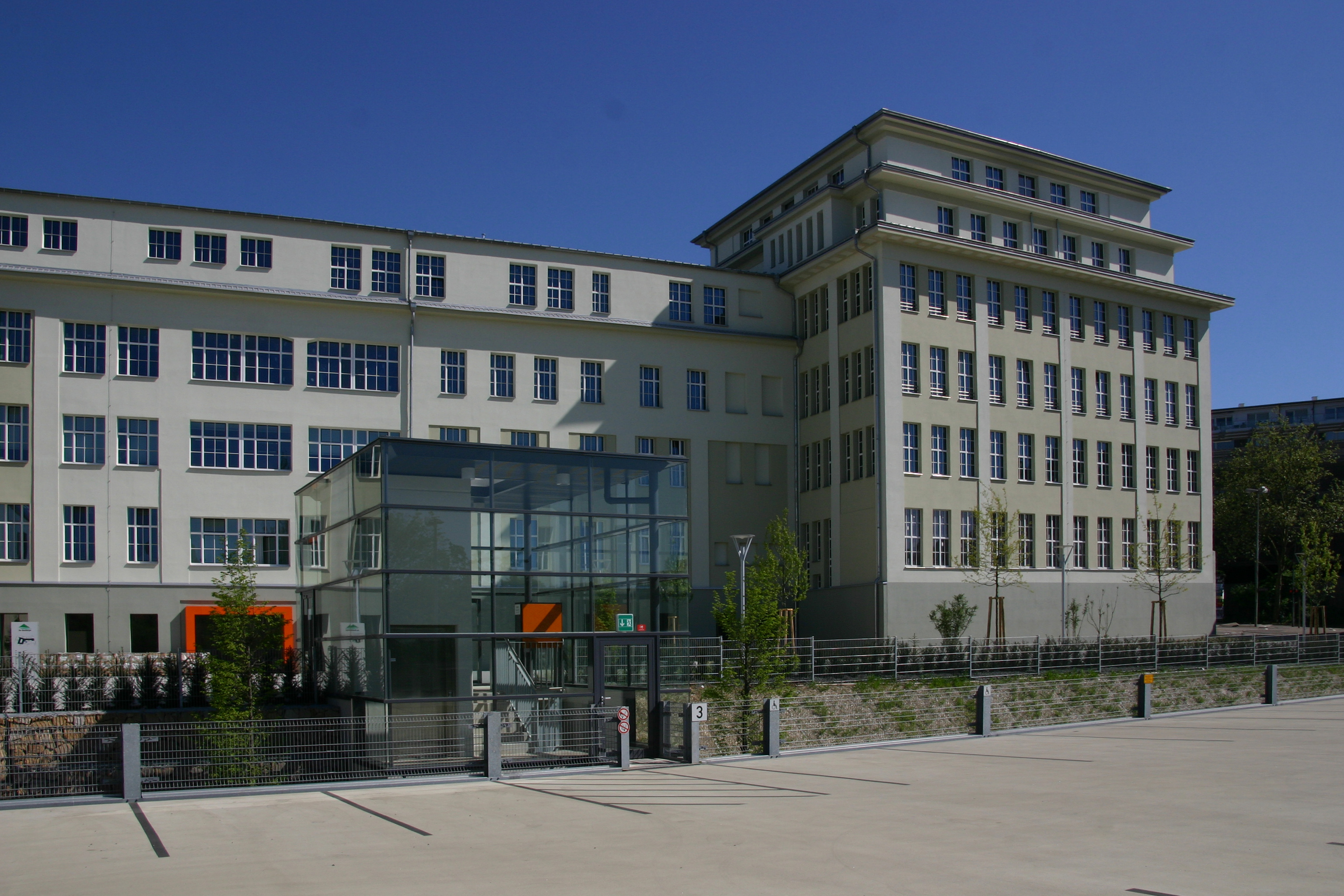
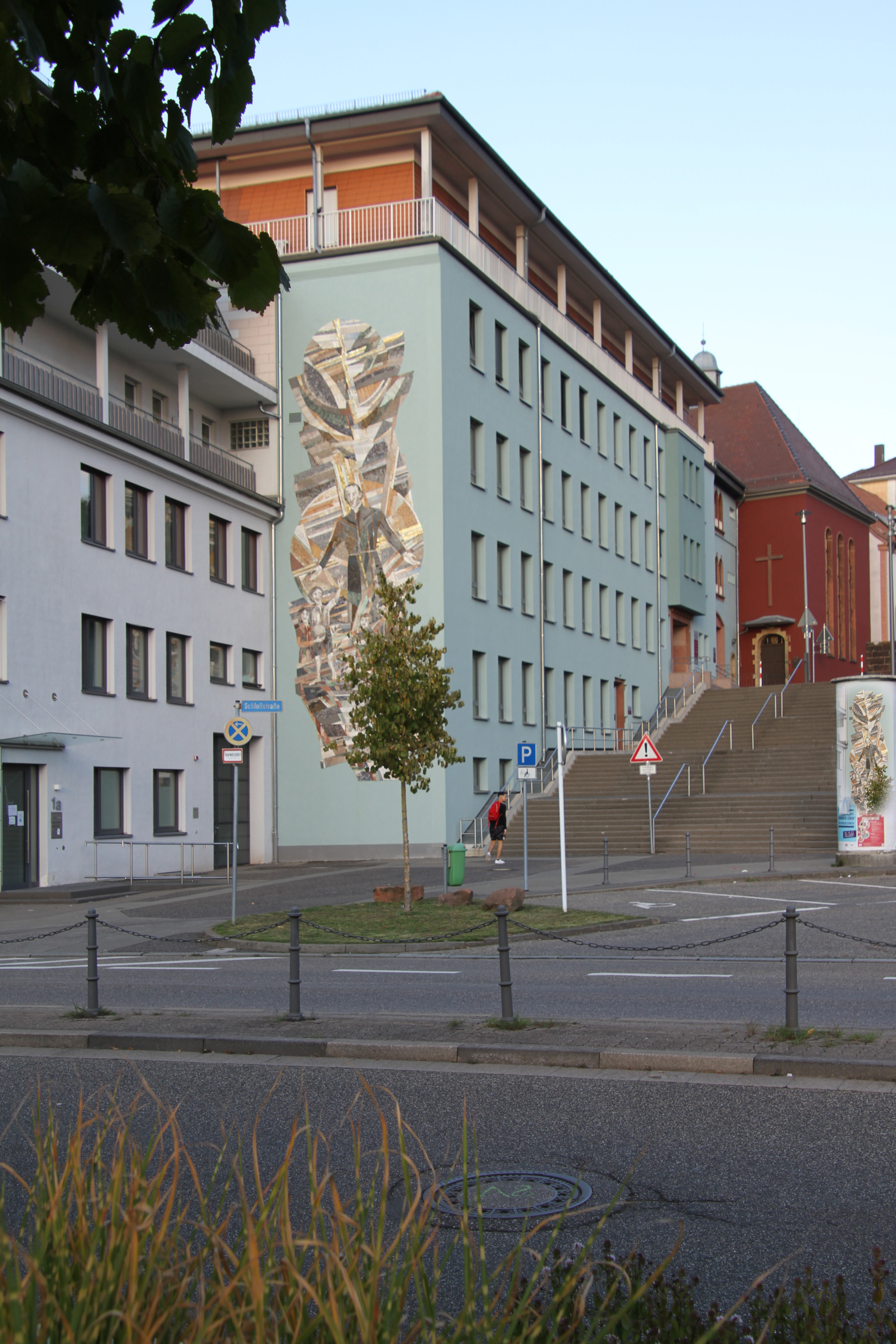
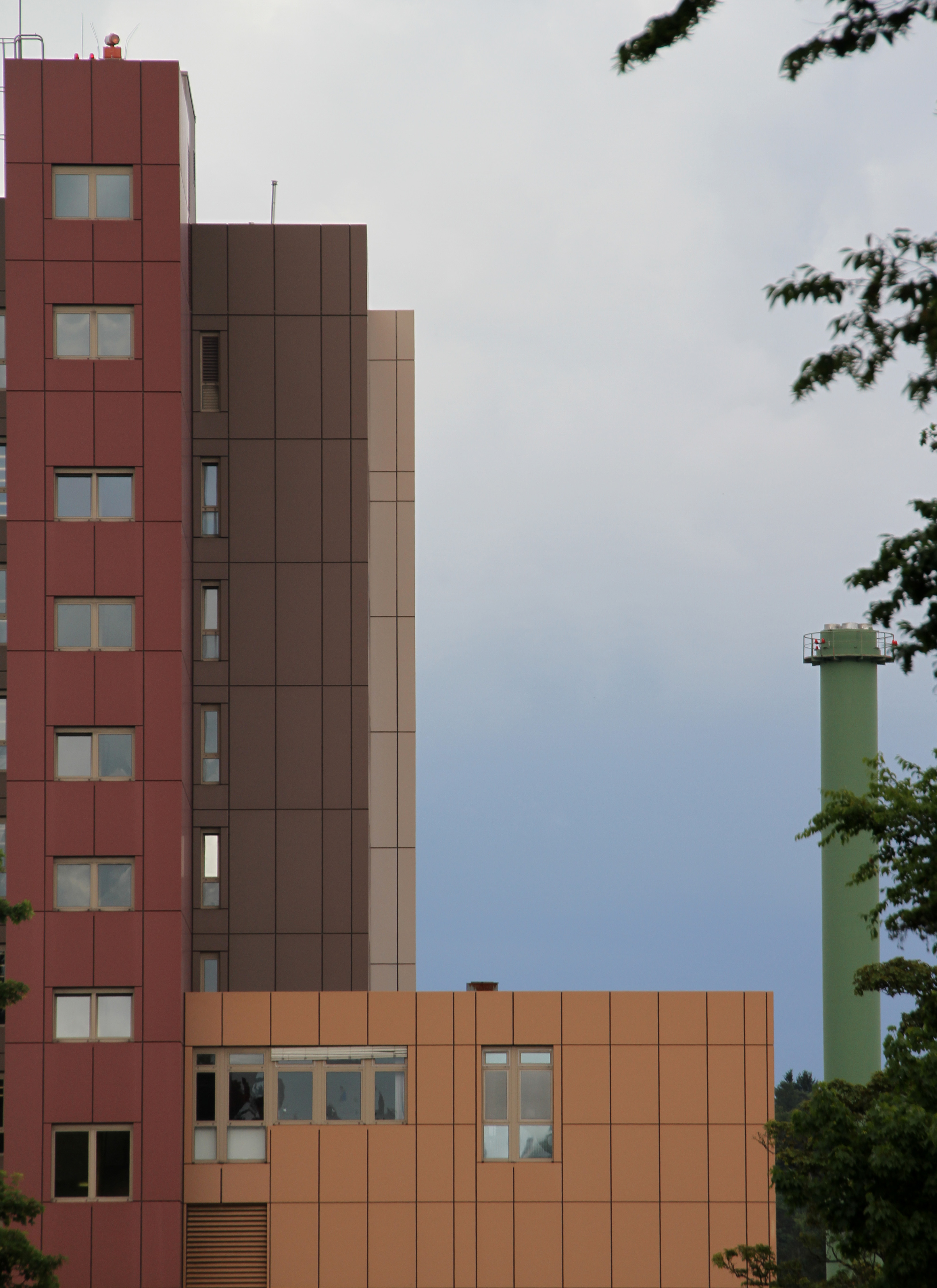
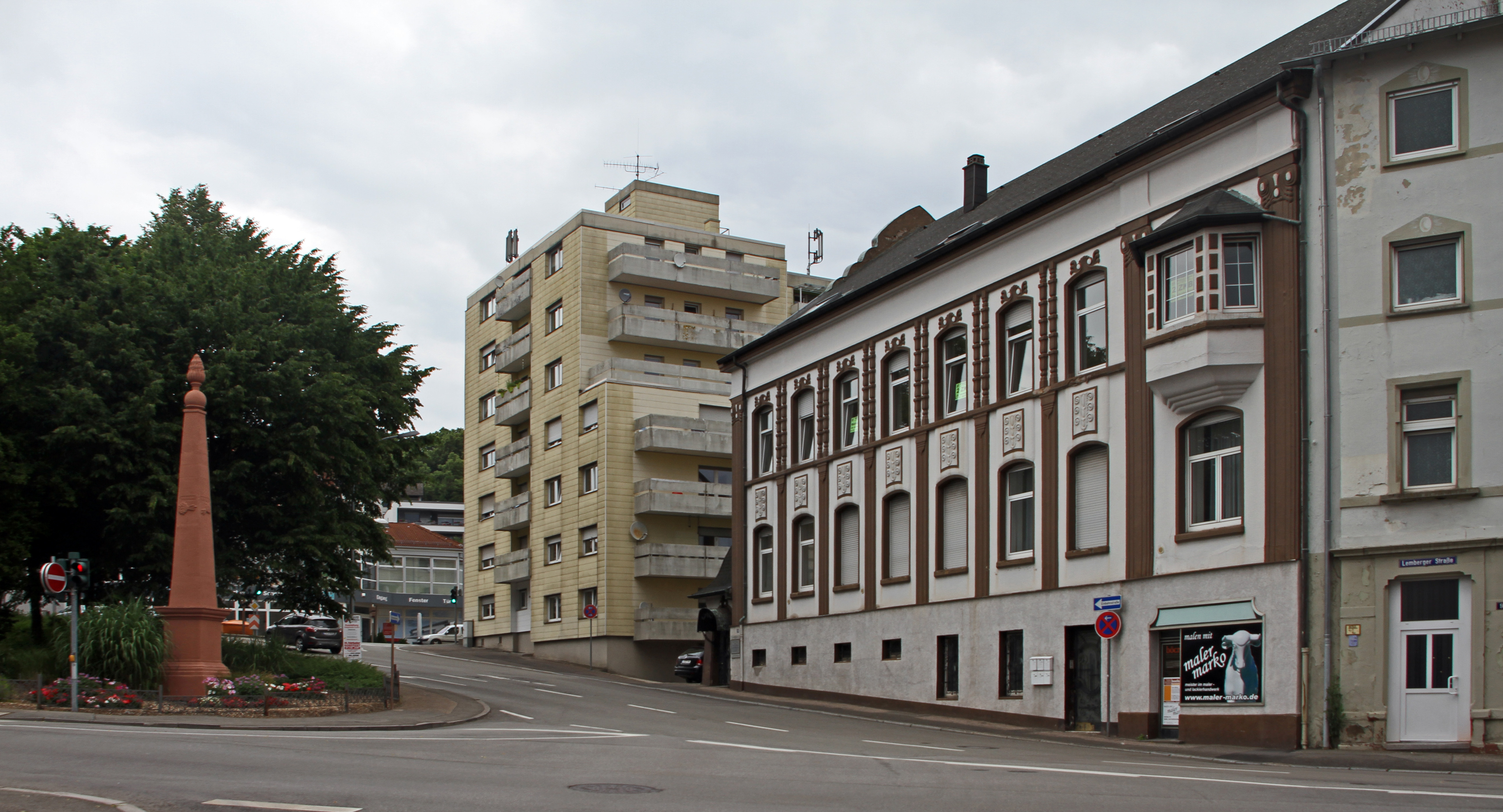
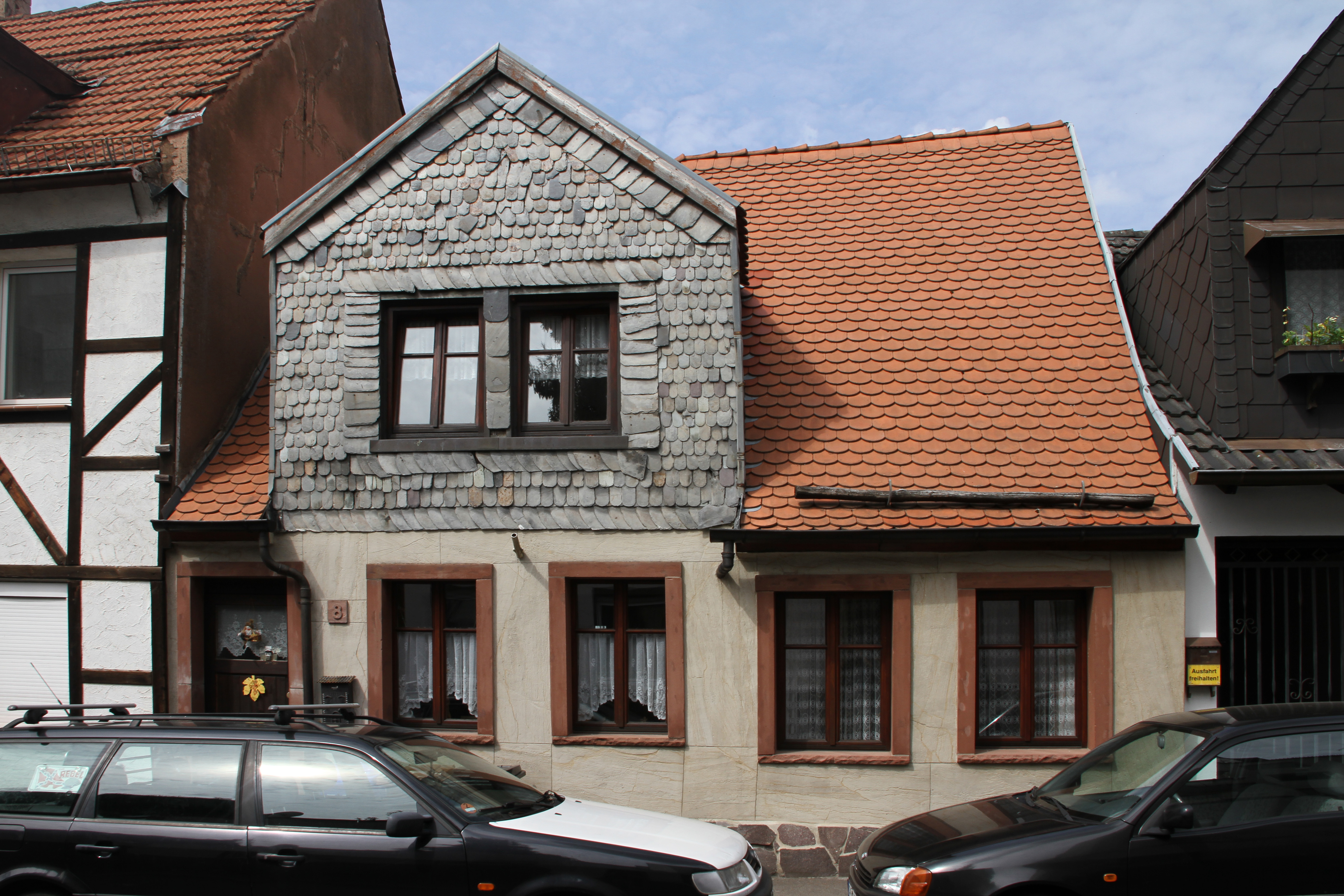
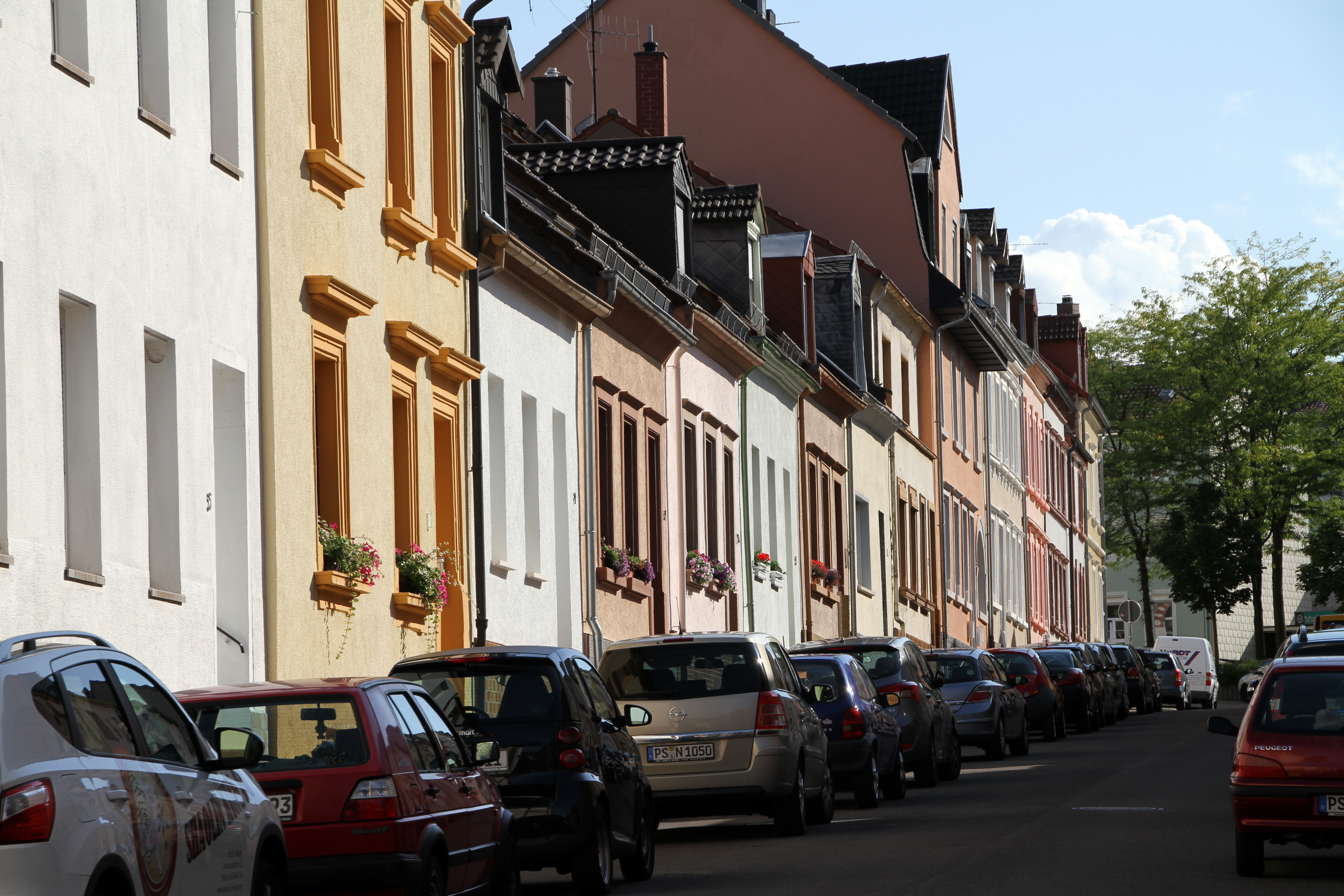
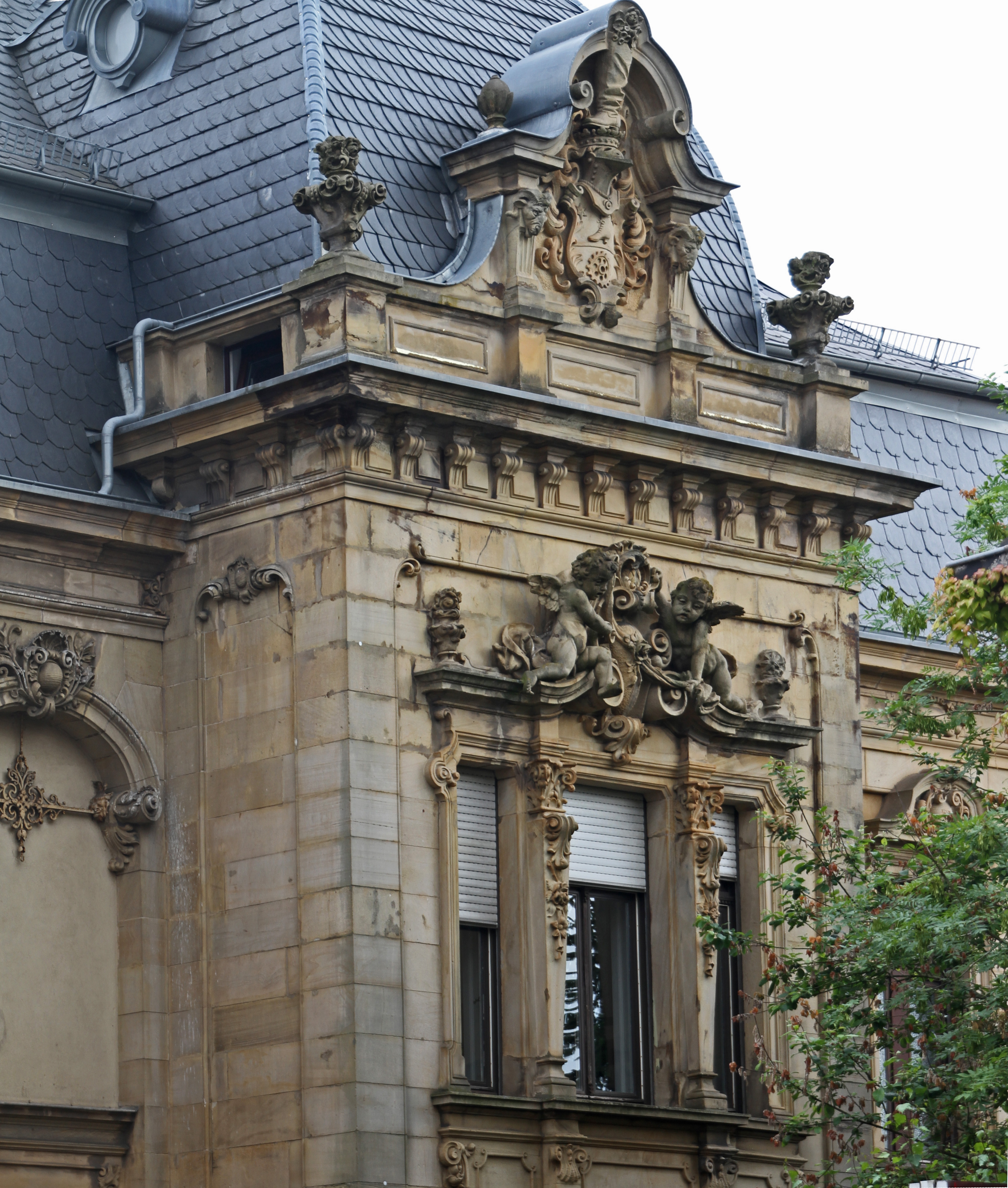
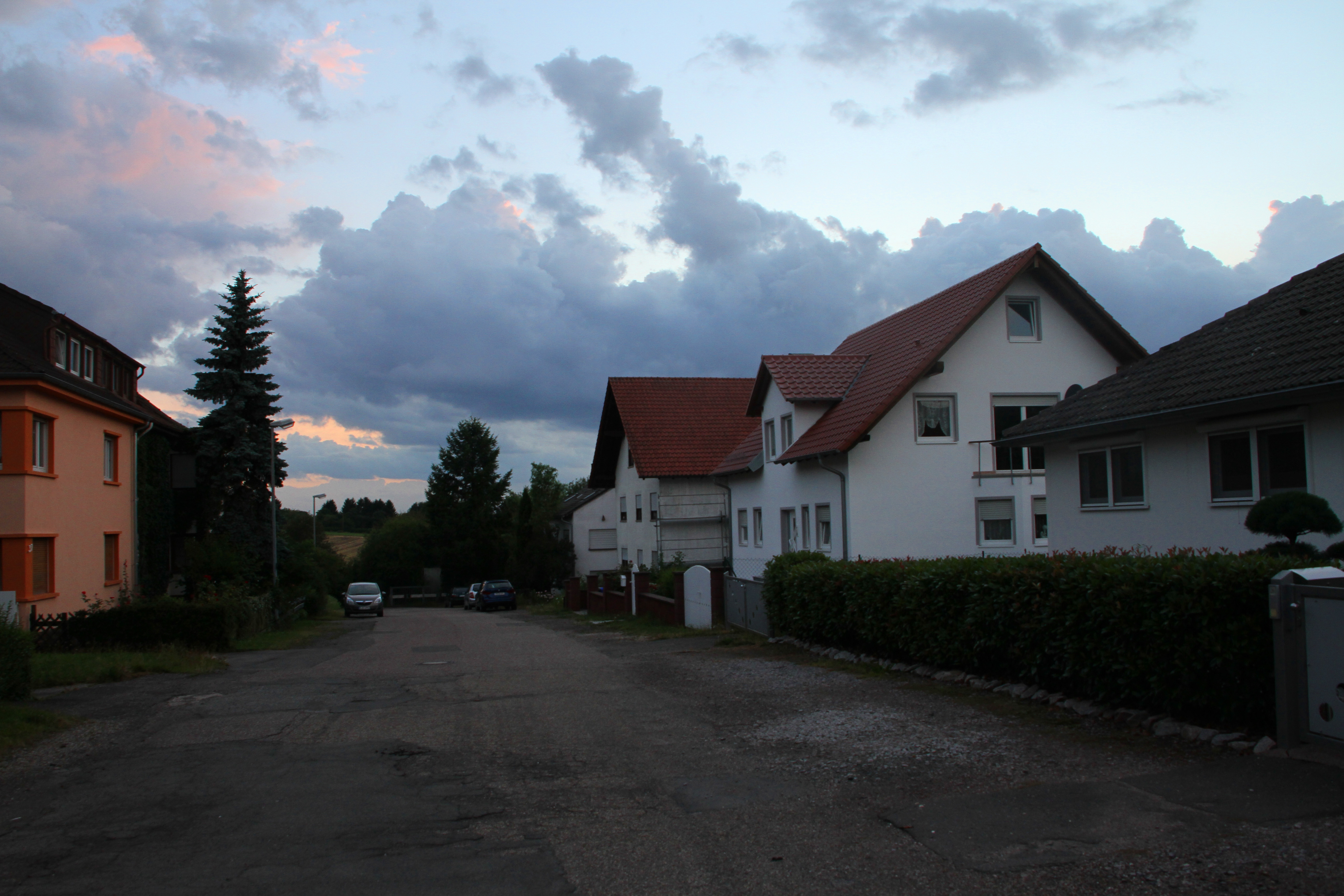
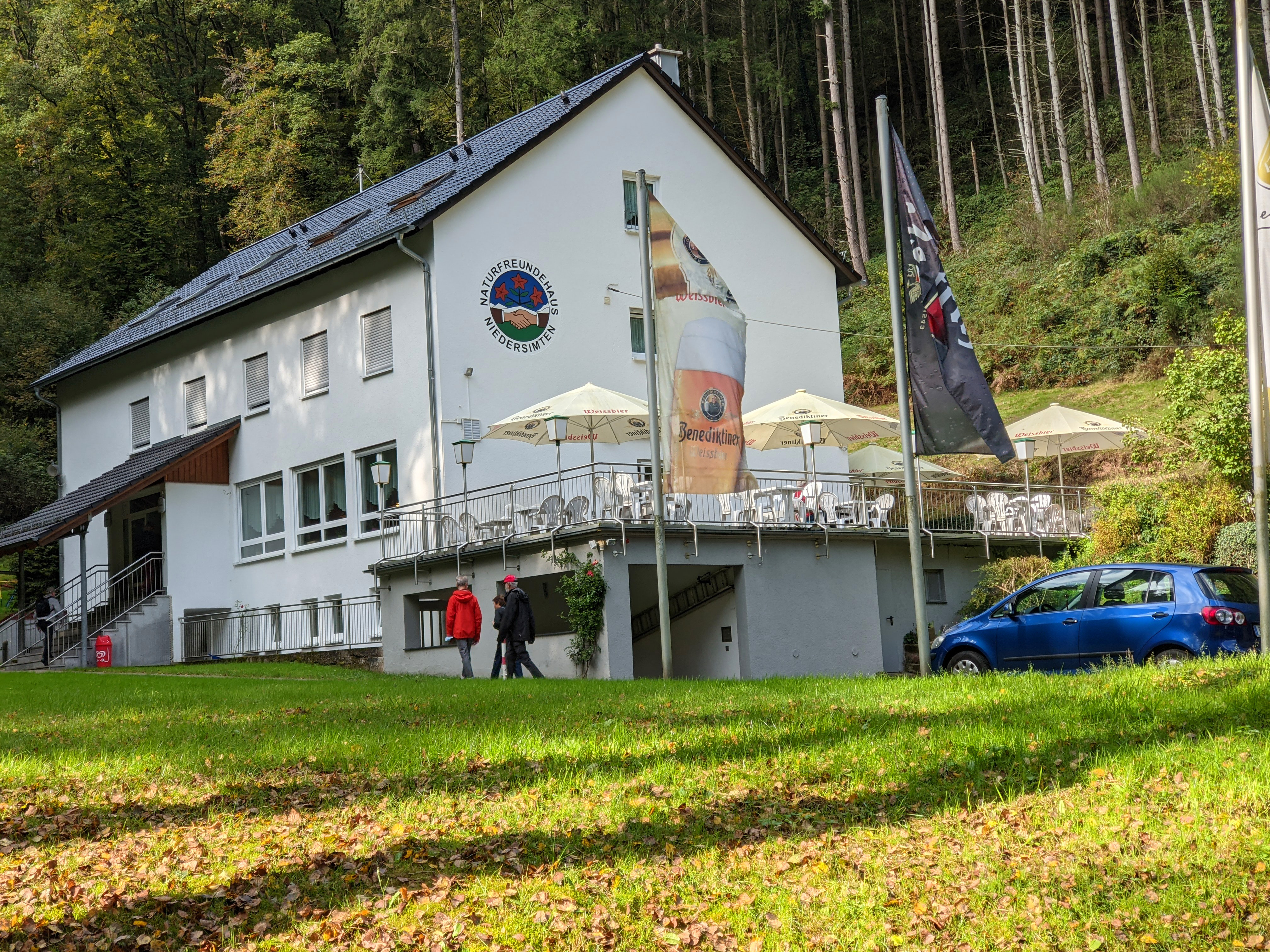